# Contea di Wheeler (Nebraska)
La contea di Wheeler (in inglese Wheeler County) è una contea dello Stato del Nebraska, negli Stati Uniti. La popolazione al censimento del 2000 era di 886 abitanti. Il capoluogo di contea è Bartlett.